# Takuya Seguchi
Takuya Seguchi (瀬口 拓弥 Seguchi Takuya?, Okayama, 30 de noviembre de 1988) es un exfutbolista japonés que jugaba como guardameta.

## Trayectoria

### Clubes
| Club                     | País  | Año       |
| ------------------------ | ----- | --------- |
| Kamatamare Sanuki        | Japón | 2011-2019 |
| Tokushima Vortis         | Japón | 2020-2021 |
| Albirex Niigata (cedido) | Japón | 2021      |
| Albirex Niigata          | Japón | 2022-2023 |